# Suran (Iran)
Sūrān (farsi سوران) è il capoluogo dello shahrestān di Sib e Suran, circoscrizione Centrale, nella provincia del Sistan e Baluchistan all'estremo sud-est dell'Iran, in una zona vicina ai confini con il Pakistan.
La città si trova ad ovest di Saravan e faceva precedentemente parte del suo shahrestān.

## Etnografia
La zona è abitata da popolazione di baluchi, che parlano la lingua baluchi e che in maggioranza praticano la religione musulmana sunnita.

## Clima, flora, fauna, orografia
Il villaggio si trova su di un altopiano steppico
.